# Соколов, Авдий Иванович
А́вдий Ива́нович Соколо́в (1824—1893) — русский педагог и публицист, филолог-славист.

## Биография
Учился в Казанском университете, на словесном факультете; с 1848 года недолго читал в Казанском университете лекции на кафедре славянских наречий. Затем был инспектором Пензенского дворянского института, Самарской гимназии, а также инспектором и директором (с 25 октября 1863, одновременно с производством в статские советники) Саратовской гимназии, которую оставил по прошению, «за выслугою, 25 лет» 16 июня 1873 года.
Был награждён орденом Св. Станислава 2-й степени (27.12.1863).
Редактировал «Саратовский справочный листок» и «Саратовские губернские ведомости».
Был членом-учредителем Саратовской учёной архивной комиссии. Умер 18 (30) ноября 1893 года.